# Football Alliance
 (novembre 2023).
Si vous disposez d'ouvrages ou d'articles de référence ou si vous connaissez des sites web de qualité traitant du thème abordé ici, merci de compléter l'article en donnant les références utiles à sa vérifiabilité et en les liant à la section « Notes et références ».
La Football Alliance, héritière de la Football Combination, est une compétition de football en Angleterre qui a eu lieu sous forme de championnat pendant trois saisons, de 1889-1890 à 1891-1892.

## Histoire
La Football Alliance est un championnat mis en place en 1889 sur les cendres de la Football Combination, qui cesse ses activités après seulement quelques mois d'existence et de compétition. 
L'Alliance incorpore des clubs professionnels non admis en championnat d'Angleterre de football (Football League). Comme celle-ci, elle regroupe douze clubs, contre vingt au temps de la Combination. Le professionnalisme étant alors limité en Angleterre à une zone située entre la frontière écossaise au nord et Birmingham au Sud (Londres et le Sud du royaume rejettent alors le statut professionnel), les clubs de l'Alliance se trouvent tous dans cet espace géographique. The Wednesday sont les premiers champions.
Les mouvements entre la Football Alliance et la Football League restent limités. À la fin de la première saison, quand Stoke City est exclue de la Football League, L’Alliance l'incorpore. Au début de la troisième saison Stoke City et Darwen FC intègrent la Football League, la portant ainsi à 14 clubs.
En FA Cup, les clubs de l'Alliance s'illustrent. The Wednesday atteint ainsi la finale de l'épreuve en 1889-90 tandis que Nottingham Forest s'incline en demi-finales en 1891-92 après trois matches face à WBA (1-1, 1-1, 6-2). 
En 1892, la Football League absorbe la Football Alliance. Elle sert de base à la création du  Championnat d'Angleterre de deuxième division. Les trois clubs les plus solides de l’Alliance intègrent directement la première division (qui passe à seize clubs), huit autres la seconde.

## Clubs membres
- Ardwick (1891-1892)
- Birmingham St George's (1889-1892)
- Bootle (1889-1892)
- Burton Swifts (1891-1892)
- Crewe Alexandra (1889-1892)
- Darwen (1889-1891)
- Grimsby Town (1889-1892)
- Lincoln City (1891-1892)
- Long Eaton Rangers (1889-1890)
- Newton Heath (1889-1892)
- Nottingham Forest (1889-1892)
- The Wednesday (1889-1892)
- Small Heath (1889-1892)
- Stoke (1890-1891)
- Sunderland Albion Football Club (1889-1891)
- Walsall Town Swifts (1889-1892)

## Champions de la Football Alliance
- 1889–90 : The Wednesday
- 1890–91 : Stoke
- 1891–92 : Nottingham Forest

## Source
- (en) The Football Alliance : Match by match. 1889-90 to 1891-92, Cleethorpes, Soccer Books Limited.